# Kunić
Kunići su mali sisavci iz porodice Leporidae, koji žive na nekoliko mjesta u svijetu. Postoji sedam različitih rodova u porodici koji se klasificiraju kao kunići. Kunići zajedno sa zečevima spadaju u red Lagomorpha.
Mogu biti divlji i pitomi, a danas ima i vrsta koje se uzgajaju isključivo kao ukrasne životinje. Seksualna zrelost kod njih dolazi s 3-3.5 mjeseci, međutim, na velikim uzgojima, ona se javlja malo kasnije — do 4-5 mjeseci. Kunić u prirodi živi u nastambama ispod zemlje. Ženka rađa gole i slijepe mladunce, koji su potpuno ovisni o majci. Biljojedi su, a osnovu prehrane predstavlja korjenasto i lisnato povrće, sijeno i žitarice. Za razliku od zečeva, kunići imaju kraće uši i stražnje noge te su općenito sitnije građe.
Porijeklom su iz jugozapadne Europe (Pirenejski poluotok) i sjeverozapadne Afrike. Prvi su ih pripitomili Rimljani. Postoji mnogo pasmina, a najpopularnije su razne pasmine patuljastih i malih kunića (ovnoliki, hermelin, rex, angora).

## Rodovi kunića
- Pentalagus
- Bunolagus
- Nesolagus
- Romerolagus
- Brachylagus
- Sylvilagus
- Oryctolagus
- Poelagus